# Marcello Lavenère

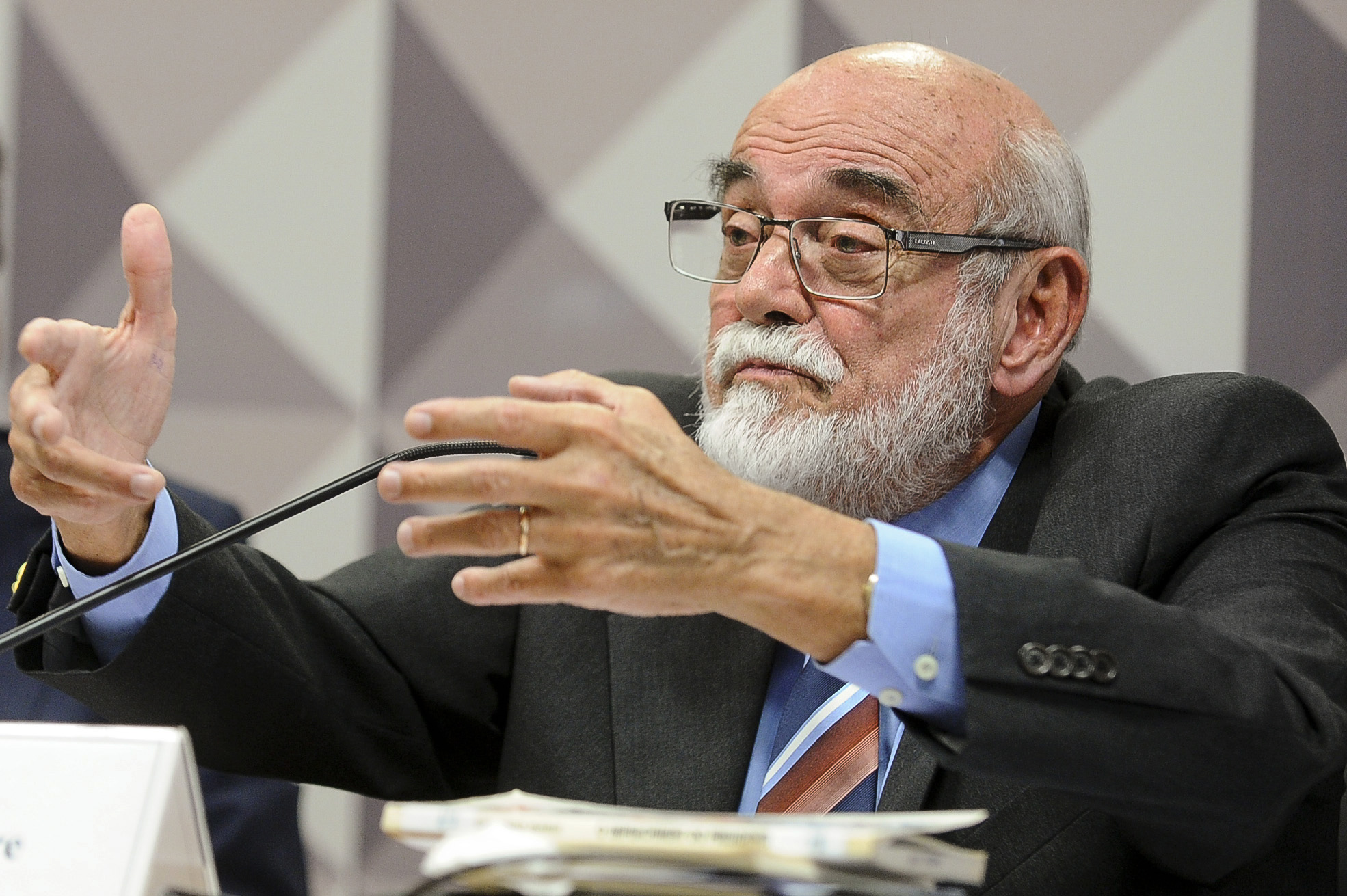
Marcello Lavenère no Congresso Nacional (2016)

Marcello Lavenère Machado Neto (Alagoas, 1938/1939 – Brasília, 12 de janeiro de 2025) foi um advogado brasileiro, presidente da Ordem dos Advogados do Brasil (OAB) entre 1991 e 1993, época em que assinou o pedido de impeachment do então presidente Fernando Collor de Mello. Lavènere também foi professor de Processo Civil na Universidade de Brasília e presidiu a Comissão de Anistia do Ministério da Justiça durante o primeiro governo de Luiz Inácio Lula da Silva.
Lavenène era natural de Alagoas e morreu em Brasília, no dia 12 de janeiro de 2025, aos 86 anos. Após sua morte, a OAB decretou luto de sete dias. O presidente da República, Lula, manifestou pesar, destacando que Lavènere foi "sempre atuante na defesa da democracia e da justiça social, [...] deixou seu legado na advocacia do Brasil e à frente da Comissão de Anistia do Ministério da Justiça, e se dedicou à luta pela reparação às vítimas da ditadura".